# Buceo
Buceo è un barrio della capitale uruguaiana Montevideo.

## Geografia
Buceo è situato nella periferia orientale della città, lungo le rive del Río de la Plata. Confina a nord con Unión e Malvín Norte, ad est con Malvín, a sud con il Río de la Plata e ad ovest con Pocitos e Parque Batlle e Villa Dolores.

## Storia
Il quartiere prende il nome dall'attività di recupero di due relitti naufragati nelle acque antistanti la baia nel XVIII secolo. Durante l'assedio di Montevideo del 1807 le truppe britanniche di sir Samuel Auchmuty sbarcarono proprio nella baia del Buceo. Nel maggio 1814, nelle acque antistanti l'attuale quartiere, si svolse la battaglia tra la flottiglia rivoluzionaria, guidata dall'ammiraglio Guillermo Brown, e quella spagnola capitanata da Miguel de la Sierra.
Nel corso della guerra civile uruguaiana, mentre la città di Montevideo veniva cinta d'assedio, la baia del Buceo venne adibita a scalo portuale per il governo blanco di Manuel Oribe, insediatosi nella vicina località di Cerrito.

## Monumenti e luoghi d'interesse
- Cimitero del Buceo

## Cultura

### Istruzione

#### Musei
- Museo Navale di Montevideo
- Museo Oceanografico Dámaso Antonio Larrañaga
- Museo dell'Arma del Genio Dogana di Oribe

## Infrastrutture e trasporti

### Porti
All'estremità occidentale della baia è stato costruito un porto turistico destinato alla pesca sportiva ed uno yacht club.